# 異国の出来事 (アルバム)
異国の出来事（いこくのできごと、原題Foreign Affairs）は、トム・ウェイツが1977年に発表したアルバム。

## 解説
英文ライナーノーツのクレジットによれば、本作のレコーディングは全曲とも、オーケストラも含めて一発録りで行われた。
「アイ・ネヴァー・トーク・トゥ・ストレンジャーズ」では、ベット・ミドラーがトムとデュエット。アルバムのクレジットで、トムはベットに関して「本当に凄い(absolutely colossal)!」という賛辞を書いている。映画監督のフランシス・フォード・コッポラは、この曲を聴いて「コンセプトはこれだ!」と思い、映画『ワン・フロム・ザ・ハート』のサウンドトラックにトムとベットを起用することを決めた（最終的には、ベットのスケジュールが合わず、クリスタル・ゲイルを起用）。
アルバム・ジャケットには、当時の恋人リッキー・リー・ジョーンズが写っている。

## 歌詞
メタファーやダブル・ミーニングが多く、日本盤CD(WPCP-3586)の対訳を担当した山本さゆりは、ネイティヴ・スピーカー5人と議論をしながら訳した苦労談をライナーノーツに記している。
「ミュリエル」は女性の名前と葉巻きたばこのブランドのダブル・ミーニング。「バーマ・シェイヴ」はシェイヴィング・クリームの商品名（en:Burma-Shave）だが、トムは「最後に辿り着くべき場所」のメタファーとしている。トムが十代の頃、道路沿いの別々の看板に断片的な言葉（続けて読むと意味を成す）が書かれ、最後に「バーマ・シェイヴ」で締めくくられる広告を見て、トムは「バーマ・シェイヴ」を町の名前と思い込んでいたという。

## 収録曲
特記なき楽曲はトム・ウェイツ作。
1. シニーのワルツ - "Cinny's Waltz" - 2:17
2. ミュリエル - "Muriel" - 3:33
3. アイ・ネヴァー・トーク・トゥ・ストレンジャーズ - "I Never Talk to Strangers" - 3:38
4. メドレー: ジャックとニール〜カリフォルニアにやって来た - "Medley: Jack & Neal/California, Here I Come" ("California, Here I Come" written by Joseph Meyer, Al Jolson, Buddy De Sylva) - 5:01
5. 想い出に乾杯 - "A Sight for Sore Eyes" - 4:40
6. ポッターズ・フィールド - "Potter's Field" (Tom Waits, Bob Alcivar) - 8:40
7. バーマ・シェイヴ - "Burma-Shave" - 6:34
8. バーバー・ショップ - "Barber Shop" - 3:54
9. 異国の出来事 - "Foreign Affair" - 3:46

## カヴァー
- 「異国の出来事」は、マンハッタン・トランスファー『Extensions』（1979年）で取り上げられた。

## 参加ミュージシャン
- トム・ウェイツ - ボーカル、ピアノ
- ベット・ミドラー - ボーカル(on 3.)
- ジム・ヒューアート - ベース
- シェリー・マン - ドラムス
- フランク・ヴィカリ - テナー・サックス
- ジャック・シェルドン - トランペット
- ジーン・チプリアーノ - クラリネット
- ボブ・アルシヴァー - オーケストラ・アレンジ